# Podolenii de Jos, Iași
Podolenii de Jos este un sat în comuna Cozmești din județul Iași, Moldova, România.